# Paschoal Silva Cinelli
Paschoal Silva Cinelli (Rio de Janeiro, 19 de abril de 1900 - Rio de Janeiro, 1988) foi um jogador brasileiro de futebol.

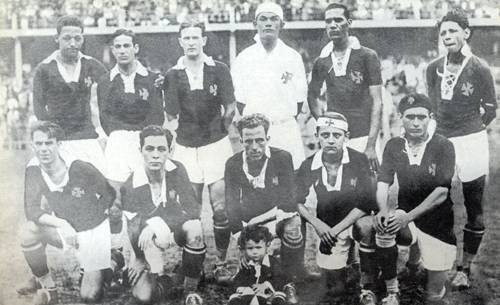
1929: Tinoco, Brilhante, Itália, Jaguaré, Fausto e Mola; Paschoal, Oitenta-e-Quatro, Russinho, Mário Mattos e Santana

Apelidado de Trem de Luxo por sua velocidade, O ponta-direita é mais lembrado por ter atuado por dez anos pelo Club de Regatas Vasco da Gama, sendo considerado o jogador símbolo dos primeiros anos de futebol do clube. Paschoal fez parte do elenco que trouxe o Vasco à elite do Campeonato Carioca com o título da segunda divisão em 1922 e também dos elencos campeões cariocas da primeira divisão em 1923, 1924 e 1929.
Paschoal sempre foi um apaixonado pelo Gigante da Colina. Uma das provas disso é que depois de se aposentar da carreira de jogador, Paschoal continuou trabalhando no clube até o fim de sua vida.
Paschoal morreu em 1988, com 88 anos e ficará lembrado para sempre como um dos jogadores que marcaram história no clube e o ajudaram a se tornar o clube vitorioso cheio de glórias que é hoje em dia.

## Títulos
Vasco da Gama
- Campeonato Carioca - Série B: 1922
- Campeonato Carioca: 1923, 1924 e 1929.
- Torneio Início do Rio de Janeiro: 1926, 1929, 1930, 1931 e 1932

Seleção Carioca
- Campeonato Brasileiro de Seleções Estaduais: 1927 e 1928

## Premiações
- Jogador do ano: Melhor jogador do Vasco nas temporadas 1922 e 1923.